# بخش دیرفیلد (شهرستان راس، اوهایو)
بخش دیرفیلد (به انگلیسی: Deerfield Township) یک منطقهٔ مسکونی در ایالات متحده آمریکا است که در شهرستان روس، اوهایو واقع شده‌است.
 بخش دیرفیلد ۷۹٫۷ کیلومتر مربع مساحت و ۱٬۰۹۶ نفر جمعیت دارد و ۲۲۳ متر بالاتر از سطح دریا واقع شده‌است.